# 85190 Birgitroth
85190 Birgitroth este o planetă minoră (asteroid), cu un diametru de 3,646 km, din centura de asteroizi. A fost descoperită pe 12 septembrie 1991 la Tautenburg de Freimut Börngen. 
Obiectul prezintă o orbită caracterizată de o semiaxă mare de 2,6418999052725 UAi, o excentricitate de 0,16, o înclinație de 11,996442422248 ° în raport cu ecliptica.